# تيفيلين

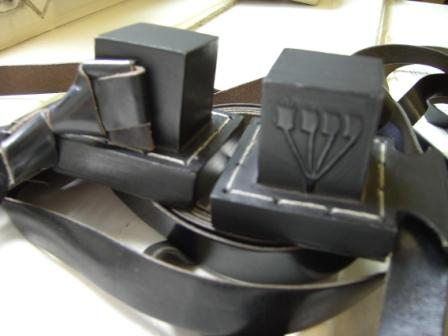
التيفيلن

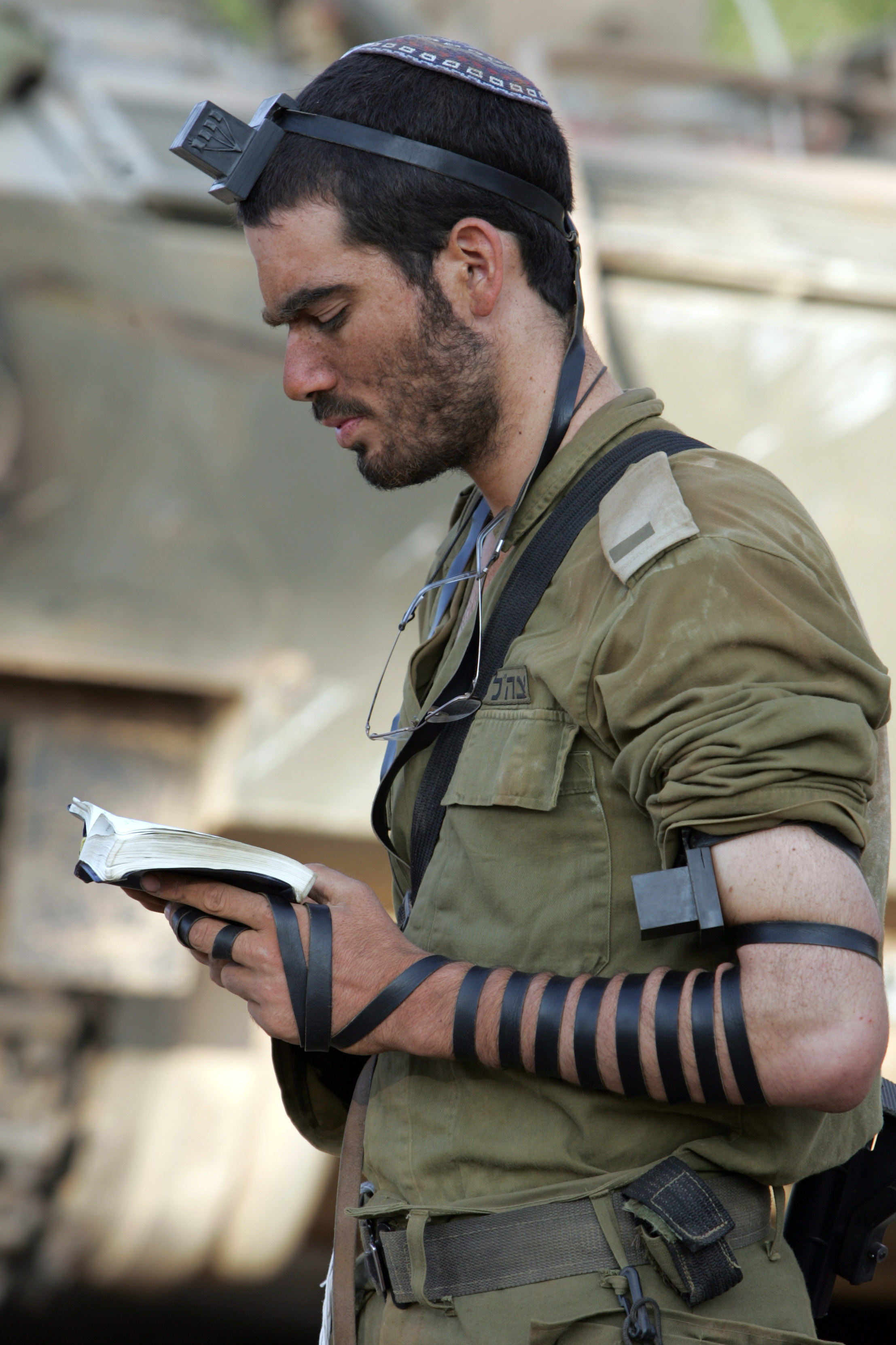
جندي إسرائيلي يضع التيفيلن

التفيلّين أو  التيفيلن (بالعبرية: תפילין) صندوق مصنوع من جلد الكوشير يوضع على الجبهة ويلف الخيط على اليد اليسرى لأنها أقرب للقلب. يضعها المتدينون من اليهود على جباهم ويسمى أيضا التفلين أو الفلاكتريس واصل الكلمة تفيلا ومعناها بالعبرية العصابة وهو عبارة عن تميمة مكونة من صندوقين من جلد الكوشر (kosher) يشد أحدهما تحت الإبط الأيمن ويربط بحزام مما يلي مستوى القلب، والثاني يربط على الجبهة، ويلبس عند الصلاة ما عدا يوم السبت وأيام الأعياد مع اختلاف بين طوائفهم في ذلك وهو بمثابة التميمة يحتويان على نصوص من التوراة ,فالأول يحتوي على أول عشرة أعداد من الأصحاح الثالث عشر من سفر التثنية والثاني على أعداد من سفر الخروج الإصحاح السادس والحادي عشر، مكتوبين بالعبرية أو السريانية القديمة بحبر أسود نظيف وهو للرجال لمن بلغ الثالث عشر منهم دون النساء. وشذ بعض طوائفهم فأوجبها للنساء.